# Scotura quadripuncta
Scotura quadripuncta är en fjärilsart som beskrevs av W. Warren 1909. Scotura quadripuncta ingår i släktet Scotura och familjen tandspinnare. Inga underarter finns listade.